# Uroconger erythraeus
Uroconger erythraeus és una espècie de peix pertanyent a la família dels còngrids.

## Hàbitat
És un peix marí i batidemersal que viu entre 820 i 1.550 m de fondària.

## Distribució geogràfica
És un endemisme del mar Roig.

## Observacions
És inofensiu per als humans.